# Paolo Morrone
Paolo Morrone (Torre Annunziata, 3 luglio 1854 – Roma, 4 gennaio 1937) è stato un generale e politico italiano, ministro della guerra nel Governo Salandra II e nel Governo Boselli, tra i militari protagonisti della prima guerra mondiale.

## Biografia
Nacque a Torre Annunziata, da Luigi e Maria Cirillo. Iniziò gli studi nella città natale e poi a Napoli. Sposò Anna Sironi da cui ebbe due figli, Giuseppe Antonio ed Achille. Visse a Roma fino alla morte avvenuta nel 1937.

## Carriera militare
Arruolatosi nel Regio Esercito Italiano il 10 ottobre 1871, frequentò i corsi della Scuola di fanteria e cavalleria di Modena. Nominato sottotenente tre anni dopo fu assegnato al 26º Reggimento di Fanteria. Successivamente frequentò la Scuola di guerra nel 1884, classificandosi primo nelle armi di fanteria e cavalleria. Il 26 settembre 1886 fu nominato capitano del Corpo di Stato Maggiore e Capo di Stato Maggiore della Divisione Militare di Ancona.
Prese parte dal 1890 al 1891 alla Campagna d'Africa precedente la Guerra di Abissinia. Nel giro di pochi anni arrivò ai gradi apicali: fu promosso Tenente Colonnello l'8 luglio 1897, Colonnello il 21 marzo 1901 e comandante del 37º Reggimento di Fanteria, Maggiore Generale il 23 gennaio 1908 e nominato comandante della Brigata Sicilia, Tenente Generale il 31 dicembre 1911. Due mesi prima dell'inizio della Grande Guerra, fu incaricato di formare il XIV Corpo d'Armata, a capo del quale, all'inizio delle ostilità, si posizionò sull'Isonzo di fronte al Monte San Michele.
Riuscì a tenere la posizione grazie alle sue doti di organizzatore tattico e condottiero, riportando la vittoria sul nemico alla guida di un manipolo di soldati di truppa, in gran parte meridionali e del napoletano. Questa azione fu premiata dal Re Vittorio Emanuele III con l'onorificenza di Commendatore dell'Ordine Militare di Savoia e dal presidente della Repubblica Francese, per il tramite del Generale Lyautey la Commenda della Legion d'Onore. Durante la prima guerra mondiale, fu al comando del X corpo d'armata, della 4ª Armata (Febbraio 1918) e successivamente della 9ª Armata italiana. Fu promosso Generale di corpo d'armata  il 22 luglio 1923.

## Carriera politica
Rivestì l'incarico di ministro della guerra dal 4 aprile 1916 al 18 giugno 1916 durante il Governo Salandra II, e dal 18 giugno 1916 - 16 giugno 1917 nel Governo Boselli. Contestualmente venne nominato senatore del Regno d'Italia il 15 maggio 1916 e prestò giuramento il 16 giugno.

## Cariche e titoli
Fu presidente del Tribunale supremo di guerra e marina dal 21 ottobre 1917 al 7 marzo 1918, membro effettivo del Consiglio dell'Ordine Militare di Savoia dal 4 luglio 1918 al 9 gennaio 1930 ed eletto membro della Giunta per l'Ordine dei Santi Maurizio e Lazzaro e della Corona d'Italia il 6 febbraio 1933. Il 19 gennaio 1930, il sindaco di Torre Annunziata, Pelagio Rossi, durante l'inaugurazione del Monumento ai Caduti, consegnò al Generale Paolo Morrone una medaglia d'oro quale omaggio all'illustre concittadino.